# Araneus pseudoventricosus
Araneus pseudoventricosus là một loài nhện trong họ Araneidae.
Loài này thuộc chi Araneus. Araneus pseudoventricosus được Ehrenfried Schenkel-Haas miêu tả năm 1963.